# Nuoto ai Giochi della XXXII Olimpiade - 400 metri misti maschili
La gara di nuoto dei 400 metri misti maschili dei Giochi della XXXII Olimpiade di Tokyo è stata disputata il 24 e 25 luglio 2021 presso il Tokyo Aquatics Centre. Vi hanno partecipato 29 atleti provenienti da 23 nazioni.
La competizione è stata vinta dal nuotatore statunitense Chase Kalisz, mentre l'argento e il bronzo sono andati rispettivamente all'altro statunitense Jay Litherland e all'australiano Brendon Smith.

## Record
Prima della competizione il record del mondo e il record olimpico erano i seguenti:
| Record mondiale | 4'03"84 | Michael Phelps Stati Uniti | 10 agosto 2008 Pechino, Cina |
| Record olimpico | 4'03"84 | Michael Phelps Stati Uniti | 10 agosto 2008 Pechino, Cina |

Nel corso della competizione non sono stati migliorati.

## Programma
| Data           | Ora (UTC+9) | Turno    |
| -------------- | ----------- | -------- |
| 24 luglio 2021 | 19:02       | Batterie |
| 25 luglio 2021 | 10:30       | Finale   |

## Risultati

### Batterie
| Pos. | Batteria | Corsia | Atleta                | Nazionalità   | Tempo   | Note             |
| ---- | -------- | ------ | --------------------- | ------------- | ------- | ---------------- |
| 1    | 4        | 6      | Brendon Smith         | Australia     | 4'09"26 | Q,               |
| 2    | 3        | 3      | Lewis Clareburt       | Nuova Zelanda | 4'09"49 | Q,               |
| 3    | 3        | 4      | Chase Kalisz          | Stati Uniti   | 4'09"65 | Q                |
| 4    | 3        | 5      | Dávid Verrasztó       | Ungheria      | 4'09"80 | Q                |
| 5    | 4        | 2      | Alberto Razzetti      | Italia        | 4'09"91 | Q                |
| 6    | 4        | 5      | Jay Litherland        | Stati Uniti   | 4'09"91 | Q                |
| 7    | 4        | 3      | Léon Marchand         | Francia       | 4'10"09 | Q                |
| 8    | 3        | 6      | Max Litchfield        | Gran Bretagna | 4'10"20 | Q                |
| 9    | 4        | 4      | Daiya Seto            | Giappone      | 4'10"52 |                  |
| 10   | 4        | 7      | Wang Shun             | Cina          | 4'10"63 |                  |
| 11   | 3        | 2      | Yuki Ikari            | Giappone      | 4'12"08 |                  |
| 12   | 4        | 1      | Jacob Heidtmann       | Germania      | 4'12"09 |                  |
| 13   | 3        | 1      | Péter Bernek          | Ungheria      | 4'12"38 |                  |
| 14   | 3        | 7      | Apostolos Papastamos  | Grecia        | 4'12"50 |                  |
| 15   | 2        | 4      | Joan Lluís Pons       | Spagna        | 4'12"67 | Record nazionale |
| 16   | 2        | 6      | Se-Bom Lee            | Australia     | 4'15"76 |                  |
| 17   | 3        | 5      | Arjan Knipping        | Paesi Bassi   | 4'15"83 |                  |
| 18   | 2        | 2      | Maxim Stupin          | ROC           | 4'16"21 |                  |
| 19   | 4        | 8      | Pier Andrea Matteazzi | Italia        | 4'16"31 |                  |
| 20   | 1        | 5      | José Paulo Lopes      | Portogallo    | 4'16"52 |                  |
| 21   | 3        | 8      | Brodie Williams       | Gran Bretagna | 4'17"27 |                  |
| 22   | 2        | 8      | Jarod Arroyo          | Porto Rico    | 4'17"46 |                  |
| 23   | 2        | 7      | Richard Nagy          | Slovacchia    | 4'18"29 |                  |
| 24   | 1        | 4      | Tomas Peribonio       | Ecuador       | 4'18"73 |                  |
| 25   | 2        | 1      | Wang Hsing-hao        | Taipei cinese | 4'19"06 |                  |
| 26   | 2        | 3      | Maksym Shemberev      | Azerbaigian   | 4'19"40 |                  |
| 27   | 1        | 3      | Ron Polonsky          | Israele       | 4'21"50 |                  |
| 28   | 1        | 6      | Christoph Meier       | Liechtenstein | 4'25"17 |                  |
| 29   | 1        | 2      | Luis Vega             | Cuba          | 4'27"65 |                  |

### Finale
| Pos.    | Corsia | Atleta           | Nazionalità   | Tempo   | Note |
| ------- | ------ | ---------------- | ------------- | ------- | ---- |
| Oro     | 3      | Chase Kalisz     | Stati Uniti   | 4'09"42 |      |
| Argento | 7      | Jay Litherland   | Stati Uniti   | 4'10"28 |      |
| Bronzo  | 4      | Brendon Smith    | Australia     | 4'10"38 |      |
| 4       | 6      | Dávid Verrasztó  | Ungheria      | 4'10"59 |      |
| 4       | 8      | Max Litchfield   | Gran Bretagna | 4'10"59 |      |
| 6       | 1      | Léon Marchand    | Francia       | 4'11"16 |      |
| 7       | 5      | Lewis Clareburt  | Nuova Zelanda | 4'11"22 |      |
| 8       | 2      | Alberto Razzetti | Italia        | 4'11"32 |      |